# ماکسیمیلیانو استوز
ماکسیمیلیانو استوز (انگلیسی: Maximiliano Estévez؛ زادهٔ ۲ ژوئن ۱۹۷۷) بازیکن سابق فوتبال اهل آرژانتین است. اوج دوران حرفه‌ای او در باشگاه راسینگ در سال ۲۰۰۱ بود، زمانی که با این تیم قهرمان لیگ برتر فوتبال آرژانتین شد. 